# Matilde Schwencke
Matilde Schwencke (* 28. November 2003) ist eine chilenische Skirennläuferin.

## Biographie
Schwencke begann im Alter von 2 Jahren mit dem Skifahren. Mit 15 erhielt sie ein Stipendium der Stratton Mountain School woraufhin sie nach Vermont zog.
Ihr internationales Renndebüt feierte sie am 5. August 2019 bei einem Riesenslalom des South American Cups, wobei sie sich mit Rang 9 auf Anhieb unter den besten 10 klassieren konnte. Ihr erstes internationales Großereignis bestritt sie knapp ein halbes Jahr später bei den Olympischen Jugend-Winterspielen in Lausanne. Bei den in Les Diablerets ausgetragenen Alpinbewerben erreichte sie ihre beste Platzierung mit dem 21. Rang in der Alpinen Kombination.
In den darauffolgenden Jahren startete Schwencke hauptsächlich bei Junioren- bzw. FIS-Rennen. Zu Beginn der Saison 2021/22 gewann Schwencke sämtliche chilenische Meistertitel bei den Frauen.
Den bisher größten Erfolg ihrer Karriere feierte Schwencke zu Beginn des Winters 2023/24. Obwohl sie nur ein Rennen, eine Abfahrt in Corralco, gewinnen konnte sicherte sie sich den Sieg in der Gesamtwertung sowie in der Abfahrtswertung des South American Cups.
2025 nahm Schwencke zum ersten Mal an Alpinen Skiweltmeisterschaften teil. Bei den in Saalbach ausgetragenen Wettkämpfen belegte sie in der Abfahrt den 30. Platz, im Riesenslalom schied sie aus.

## Erfolge

### Weltmeisterschaften
- Saalbach 2025: 30. Abfahrt, DNF Riesenslalom

### South American Cup
- Saison 2023: 1. Gesamtwertung, 1. Abfahrtswertung, 6. Riesenslalomwertung, 6. Slalomwertung, 9. Super-G-Wertung
- 2 Podestplätze, davon ein Sieg

| Datum              | Ort      | Land  | Disziplin |
| ------------------ | -------- | ----- | --------- |
| 27. September 2023 | Corralco | Chile | Abfahrt   |

### Winter World University Games
- Bardonecchia 2025: 18. Super-G, 32. Slalom, DNF Riesenslalom

### Olympische Jugend-Winterspiele
- Lausanne 2020: 21. Alpine Kombination, 26. Super-G, DNF Riesenslalom, DNF Slalom

### Weitere Erfolge
- 6 Siege bei FIS-Rennen
- Chilenische Meisterin in der Abfahrt (2021, 2023)
- Chilenische Meisterin im Super-G (2021)
- Chilenische Meisterin im Riesenslalom (2020, 2021)
- Chilenische Meisterin im Slalom (2020, 2021)
- Chilenische Meisterin in der Alpinen Kombination (2021)